# Twin Falls (Australien)

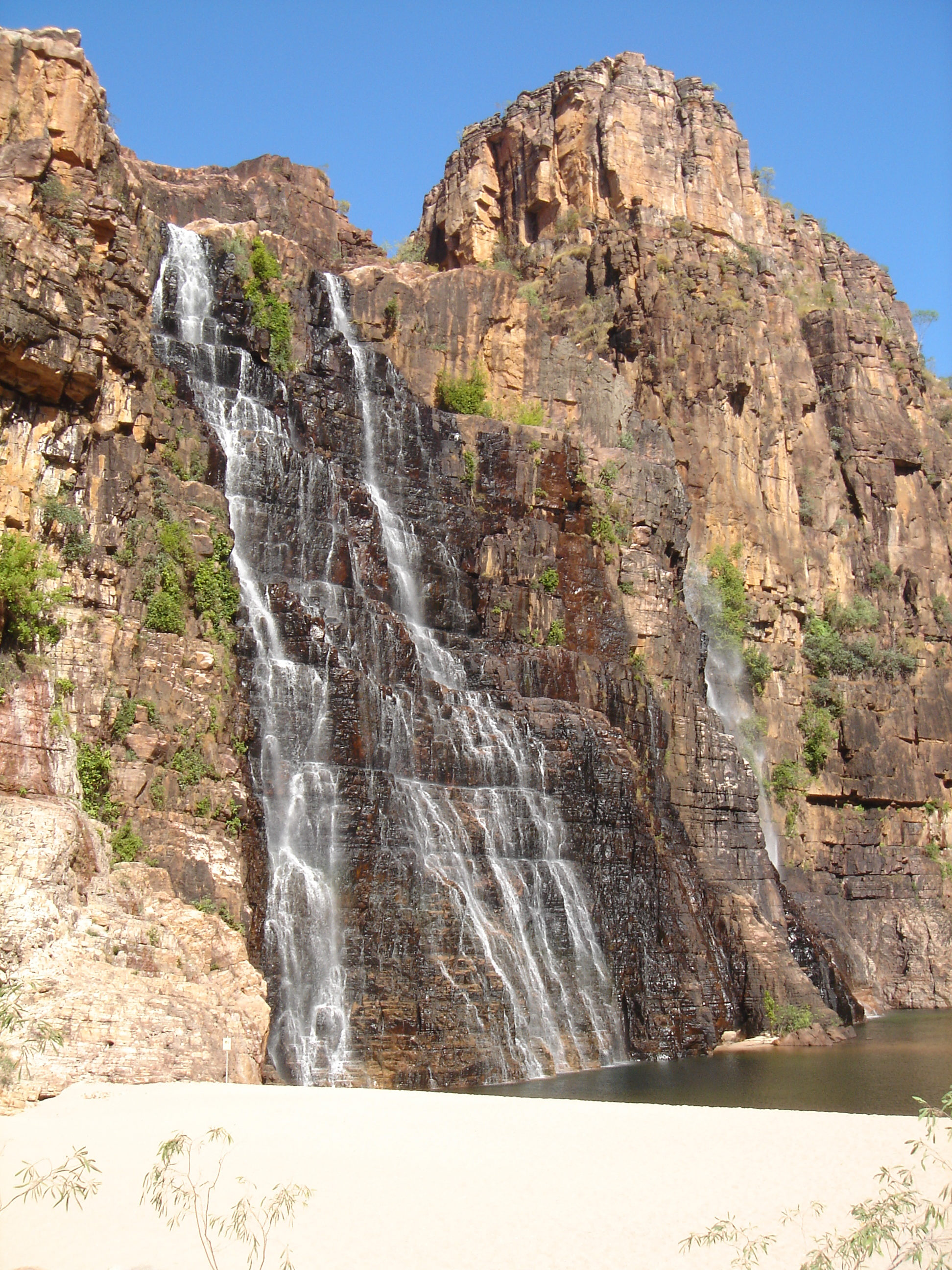
Twin Falls

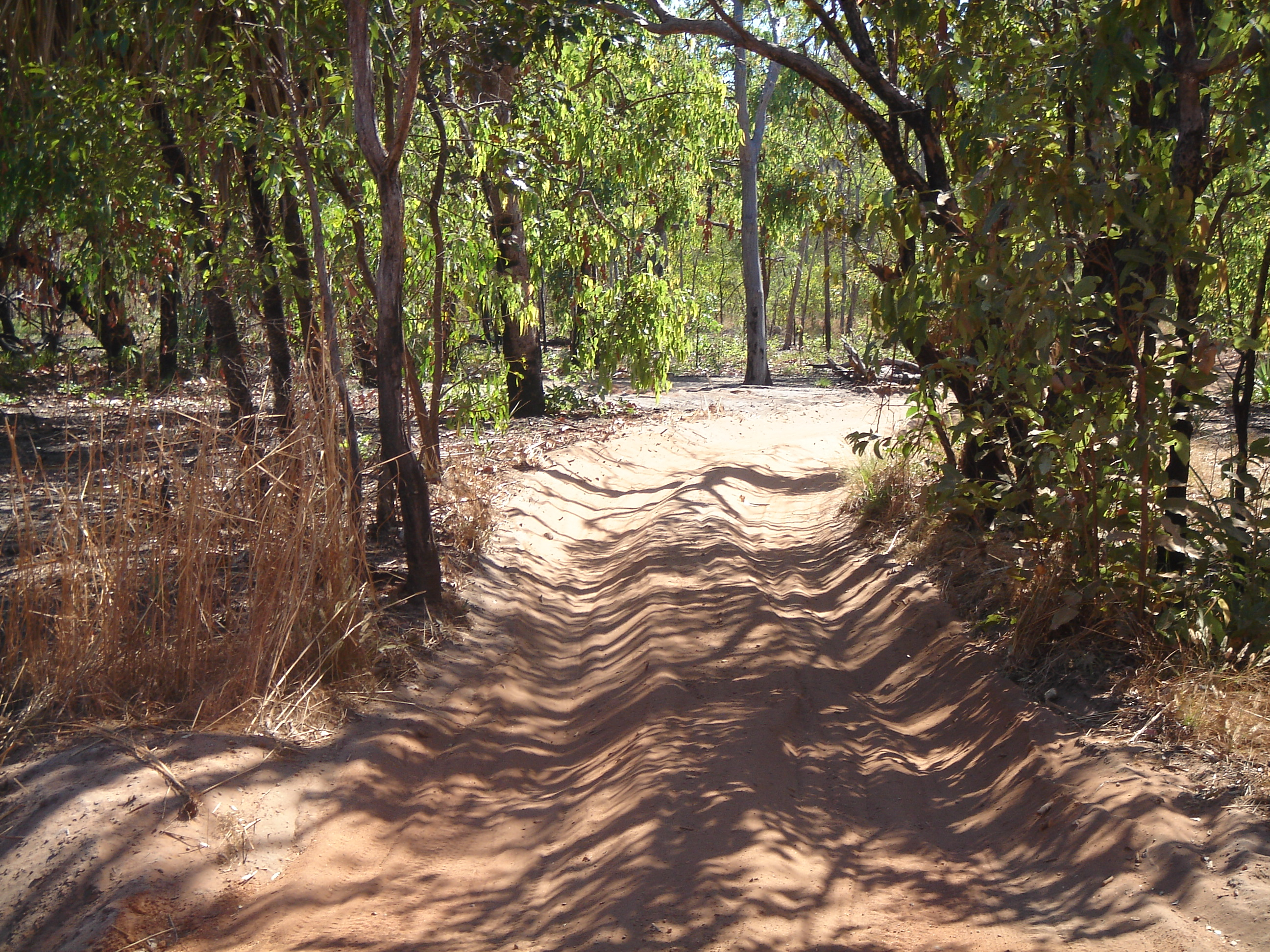
4WD-Strecke zu den Wasserfällen

Die Twin Falls (auch Gungkurdul genannt) befinden sich im Kakadu National Park im Northern Territory, Australien. Sie liegen nahe der östlichen Grenze des Parks, etwa 80 km südlich von Jabiru. 
Die Wasserfälle werden von einem linken Zufluss des Jim Jim Creek gebildet, der wiederum in den South Alligator River fließt. Sie sind über einen schmalen Weg (ca. 60 km vom Kakadu Highway aus) zu erreichen. Der Weg darf nur mit Allrad-Fahrzeugen befahren werden und führt an den Jim Jim Falls vorbei.
Vom Jim Jim Campingground aus sind es etwa 12 km bis zum Parkplatz bei den Twin Falls. Gleich zu Anfang muss der Jim Jim Creek mit dem Fahrzeug gequert werden. Vom Parkplatz führt ein Wanderweg bis in die Schlucht hinein. Der hintere Teil der Schlucht kann nicht zu Fuß durchquert werden. Seit 2003 ist das Schwimmen in der Schlucht nicht mehr gestattet, da in der Regenzeit regelmäßig Salzwasserkrokodile bis zum Tosbecken der Wasserfällen schwimmen. Die Besucher werden heutzutage mit einem kleinen Motorboot bis zu den Wasserfällen gebracht.
Die Schlucht und die Wasserfälle gehören zu den schönsten Stellen des Kakadu-Nationalparks. Sie können nur in der Trockenzeit besichtigt werden, wobei sie dann natürlich erheblich weniger Wasser führen. Am Fuß der Wasserfälle befindet sich ein weißer Sandstrand und ein schmaler Pfad führt hinauf zum oberen Rand der Twin Falls.